# 萊帕德島
萊帕德島（英語：Leopard Island）是南極洲的島嶼，位於威廉群島中阿根廷群島的一部分，處於斯丘厄島西南端以西0.2海里，長0.4公里，在1935年由英國探險隊繪入地圖和命名，現時由南極條約體系管理。